# ノー・ルッキング・バック
『ノー・ルッキング・バック』（No Looking Back）は、エドワード・バーンズ監督の1998年の映画。

## 概要
2人の男への恋愛感情で悩む女性を描くドラマ映画。「マクマレン兄弟」で成功したエドワード・バーンズの、監督3作目の作品。
ニューヨークのジョン・F・ケネディ空港に近い、映画の舞台と同じロックアウェイ・ビーチでロケーションが敢行された。
音楽では、ブルース・スプリングスティーンの「バレンタイン・デイ」「アイム・オン・ファイアー」などの既成曲が使われている。

## ストーリー
ニューヨーク州ロックアウェイ・ビーチの食堂でウエイトレスとして働くクローディアは、幼馴染のマイケルと同棲していて、彼に結婚を迫られるが、離婚した姉ケリーや、夫に家を出て行かれてショックを受けている母のことを考えると、彼女はなかなか結婚に踏み出せない。
また、街のバーで会う仲間らとの会話など、凡庸な日常にも疑問を抱いていた。そんなある日、クローディアの前にかつてのボーイフレンドのチャーリーがやってきた。
チャーリーは昔と変わらず魅力的で「一緒に街を出よう」と誘われるが、彼は一度クローディアを捨てて街から出て行ったことがあり、彼女は彼を完全に信頼できない。
クローディアの気持ちが揺れ動く中、彼女に実家の母親が倒れたという電話が入ってきて･･･

## キャスト
- クローディア：ローレン・ホリー（山像かおり）
- チャーリー：エドワード・バーンズ（家中宏）
- マイケル：ジョン・ボン・ジョヴィ（宮本充）
- クローディアの母：ブライス・ダナー（此島愛子）
- ケリー：コニー・ブリットン
- ゴルディ：ニック・サンドウ
- アリス：カイリ・バーノフ
- ライアン夫人：キャサリーン・ドイル
- アニー：スーザン・プラット
- ミッシー：ウェルカー・ホワイト
- テレサ：ジェニファー・エスポジート

## スタッフ
- 監督：エドワード・バーンズ
- 脚本：エドワード・バーンズ
- 製作：テッド・ホープ、マイケル・ノジック、エドワード・バーンズ
- 製作総指揮：ロバート・レッドフォード
- 共同製作総指揮：ジョン・スロス
- ライン・プロデューサー：アリッシー・ベザラー
- 撮：フランク・プリンジ
- 編集：スーザン・グラフ
- プロダクション・デザイナー：テレーズ・デプレズ
- 衣裳デザイナー：サラ・ジェーン・スロットニック
- 音楽：ジョー・デリア